# Веселеил
Веселеи́л (Веселиил; ивр. בְּצַלְאֵל‎, Бецале́ль — букв. «под сенью Бога») — библейско-ветхозаветный персонаж; главный строитель скинии — израильского подвижного храма, а также ковчега завета и священной утвари (книга Исход). Искусный резчик по металлу, камню и дереву, а также мастер в лепке различных фигур и в отделке и оправке драгоценных камней. В помощники и ученики к нему были приставлены многие мастера, из которых особенно выделялся Оголиаб (Агалиаб).
Сын Урия (Ури), внук Ора (Хура) из колена Иуды.

## В Библии
Во время скитаний израильтян в пустыне после Исхода из Египта Моисей назначил Веселеила главой мастеров, создавших скинию, ковчег завета, менору, священную утварь и изготовлявших одежды для священников (Исх. 31:1—11; 36—39). Помощником он должен был взять Аголиава (Оголиава), сына Ахисамахова, из колена Данова. Всё, необходимое для украшения святилища — обработка драгоценных металлов и камней, резьба по дереву, художественное ткачество — было выполнено Веселеилом.

## В преданиях
Согласно агадическому сказанию Бог, назначив Веселеила строителем скинии, спросил Моисея, приятен ли ему этот выбор, на что Моисей ответил: «Господи, если он угоден Тебе, то он будет приятен и мне». По повелению Бога, Моисей должен был, однако, представить этот выбор на одобрение народа, и народ ответил Моисею то же.
Приказывая Веселеилу приступить к работе над скинией, ковчегом и священной утварью, Моисей перечислил их в обратном порядке, поставив скинию на последнем месте. Веселеил мудро напомнил ему, что обыкновенно люди строят сначала дом, а потом изготовляют обстановку, если же Моисей приказывает строить скинию последней, то тут, вероятно, недоразумение, и повеление Бога гласило не так. Моисею очень понравилась проявленная Веселеилом проницательность, и он заметил ему: «Ты, должно быть, пребывал под сенью Господней (намёк на значение имени Бецалель) и потому знаешь, что Бог действительно так повелел».
Веселеил обладал умением составлять комбинацию тех букв, посредством которых были сотворены небо и земля.
Устройство меноры было так сложно, что сам Моисей затруднялся в его исполнении, несмотря на то, что Бог ему дважды показал небесную модель светильника. Но когда Моисей описал его Веселеилу, тот сейчас же понял и сразу изготовил его. Моисей снова выразил удивление перед глубокой мудростью Веселеила, сказав снова, что «он, должно быть, пребывал в сени Господней».
Веселеилу, согласно агаде, было только двенадцать лет, когда он был избран Богом для работы над скинией.
Мудростью Веселеил был обязан заслугам своих святых предков; дедом его был Хур, а бабкой — Мириам; он приходился, таким образом, внучатым племянником Моисею.